# Rudolf Reichling
Rudolf Reichling est un rameur suisse né le 23 septembre 1924 à Zurich et mort le 23 novembre 2014, devenu homme politique.

## Biographie
Rudolf Reichling dispute l'épreuve de quatre en pointe avec barreur aux côtés de André Moccand, Erich Schriever, Émile Knecht et Peter Stebler aux Jeux olympiques d'été de 1948 de Londres et remporte la médaille d'argent.
Il a été président du conseil national (1987/1988).